# Eduardo José Castillo Pino

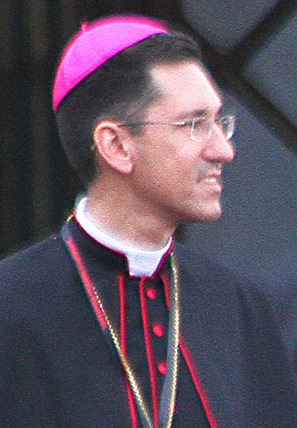
Eduardo Castillo Pino (2015).

Bischofswappen

Eduardo José Castillo Pino (* 21. März 1970 in Guayaquil) ist ein ecuadorianischer Geistlicher und römisch-katholischer Erzbischof von Portoviejo.

## Leben
Empfing am 20. November 1994 die Priesterweihe für das Erzbistum Guayaquil. Anschließend war er bis 1996 Sekretär des Erzbischofs von Guayaquil Juan Ignacio Larrea Holguín. In Rom erwarb er ein Lizenziat in Theologie und wirkte von 2001 bis 2008 als Studiendirektor am Seminar seiner Heimatdiözese Guayaquil, ehe er Bischöflicher Vikar für die Provinz Santa Elena wurde.
Papst Benedikt XVI. ernannte ihn am 14. März 2012 zum Weihbischof in Portoviejo und Titularbischof von Tarasa in Byzacena. Der Erzbischof von Portoviejo, Lorenzo Voltolini Esti, spendete ihm am 1. Juni desselben Jahres die Bischofsweihe. Mitkonsekratoren waren Giacomo Guido Ottonello, Apostolischer Nuntius in Ecuador, und Antonio Arregui Yarza, Erzbischof von Guayaquil. Von 2012 bis 2014 leitete er in der ecuadorianischen Bischofskonferenz die Unterkommission für die Glaubenslehre. Aktuell ist er Präsident der bischöflichen Kommission für das geweihte Leben.
Am 14. September 2018 ernannte Papst Franziskus Castillo Pino zum Apostolischen Administrator des Erzbistums Portoviejo, ehe am 2. Oktober 2019 die Berufung zum Erzbischof von Portoviejo folgte. Die Amtseinführung fand am 30. November 2019 statt.